# Драган Жупањевац
Драган Жупањевац (Франкфурт на Мајни, 23. фебруар 1955) српски је правник, политиколог и дипломата. Тренутни је амбасадор Србије у Најробију (Република Кенија). 
Дипломирао је на Правном факултету у Београду 1977. године. Потом је завршио последипломске студије и магистрирао у области европских интеграција на Европском институту Правног факултета у Амстердаму. Године 1989. је дипломирао на Дипломатској академији Државног секретаријата за иностране послове СФРЈ. Течно говори енглески и француски језик.

## Каријера
Од 1978. до 1988. је радио у Секретаријату (касније: Комитету) за односе са иностранством СР Србије (тада дела СФРЈ) где је почео као приправник, а завршио као саветник министра за односе са иностранством СР Србије Божа Јовановића. Од 1989. до 1990. је био први секретар Управе за несврстане земље Државног секретаријата за иностране послове СФРЈ. Индиректно је био укључен у организацију Деветог самита Покрета несврстаних у Београду 1989. године. Од 1990. до 1992. ради као саветник у Сталној мисији СФРЈ при Уједињеним нацијама у Њујорку. По распаду СФРЈ исту дужност обавља до 1997. у мисији СРЈ. Од 1997. до 1998. је био начелник Дирекције за међународну економску сарадњу Министарства иностраних послова СРЈ у рангу опуномоћеног министра. Од 1998. до 2000. у истом рангу обавља дужност шефа Кабинета министра иностраних послова СРЈ Живадина Јовановића. Од 2000. до 2001. је у рангу министра-саветника и обавља дужност отправника послова у Сталној мисији СРЈ при ЕУ у Бриселу. Од 2001. до 2004. је поново у рангу опуномоћеног министра и на функцији је заменика начелника Дирекције за Америку Минстарства иностраних (касније: спољних) послова СРЈ (од 2003. до 2004. СЦГ). Од 2005. до 2006. је министар-саветник Амбасаде СЦГ у Великој Британији и Северној Ирској у Лондону. Исту функцију обавља и у српској амбасади у Лондону до 2007. године. Од 2007. до 2009. је отправник послова у амбасади у Лондону. Од 2009. до 2013. је био амбасадор Србије у Грчкој. Од 2014. до 2016. је амбасадор Сектора мултилатералне сарадње МСП-а Србије и координатор за чланство у Економском и социјалном савету Организације уједињених нација, Агенду одрживог развоја Организације уједињених нација, односе са агенцијама Организације уједињених нација и мигрантску кризу Републике Србије.
Године 2017. је именован за амбасадора у Кенији. Поред Кеније, он је и нерезиденцијални амбасадор наше земље у Уганди, Руанди, Бурундију, Сомалији, Унији Комора, Еритреји и стални представник при УНЕП и УНХАБИТАТ у Најробију.